# جزيرة تيناباسان
جزيرة تيناباسان وهي جزيرة من جزر إندونيسيا، وتقع في إقليم كالمنتان الشمالية في إندونيسيا.